# Светска стоматолошка федерација
Светска стоматолошка федерација (енгл. FDI World Dental Federation, фр. Fédération dentaire internationale) је водећа међународна организација која представља стоматолошку професију. То је једна од најстаријих професионалних организација на свету, а основана је 1900. године у Паризу од стране др Чарлса Годона и других пет европских стоматолога.
У чланство федерације данас улази преко 150 националних стоматолошких асоцијација из више од 130 земаља, а обухвата близу један милион стоматолога из целог света. Седиште ове организације се налази у граду Ферни-Волтер у Француској, а иако се званично уврштава у ред невладиних организација она остварује блиске контакте са Уједињеним нацијама и Светском здравственом организацијом.
Основни циљ Светске стоматолошке федерације јесте стимулисање и олакшавање размене информација између стоматолога из читавог света у циљу побољшања оралног здравља свих људи. Бави се, између осталог, објављивањем стручних часописа (The International Dental Journal, Developing Dentistry, Worldental Communiqué), организацијом Светског конгреса стоматолога, одржавањем бројних манифестација и сл.